# Carlos Clark
Carlos Adrián Clark Cordero (San José, 21 de agosto de 1978) es un exfutbolista costarricense. Jugó su carrera deportiva como  defensa y finalizó su carrera con  el Municipal Pérez Zeledón de la Primera División de Costa Rica, sus mayores éxitos los consiguió con la Alajuelense.

## Clubes
| Club          | País       | Año       |
| ------------- | ---------- | --------- |
| San Carlos    | Costa Rica | 1999-2004 |
| Ramonense     | Costa Rica | 2004-2005 |
| Brujas FC     | Costa Rica | 2005-2006 |
| San Carlos    | Costa Rica | 2006-2009 |
| Alajuelense   | Costa Rica | 2009-2011 |
| Belén FC      | Costa Rica | 2011-2012 |
| Carmelita     | Costa Rica | 2013-2014 |
| Pérez Zeledón | Costa Rica | 2014-2015 |